# Eparca
O eparca é o ordinário de uma eparquia. Por outras palavras, é um bispo de uma diocese de rito oriental. Na maioria dos casos, estes bispos são ortodoxos, mas também há bispos católicos de rito oriental, havendo três eparquias católicas orientais no Brasil. 
Arquieparca pode ser considerado como um arcebispo de uma arquidiocese de rito oriental (chamada também de arquieparquia).
O termo também foi usado para designar um governador de uma província no reino cristão de Macúria no atual Sudão.  